# Lady Be Good (самолёт)
Lady Be Good — бомбардировщик B-24D «Либерейтор» ВВС сухопутных войск США, пропавший во время своего первого боевого вылета 4 апреля 1943 года. Самолёт, принадлежавший 376-й бомбардировочной группе, вылетел на бомбардировку Неаполя, однако на базу не вернулся, после чего считался пропавшим над Средиземным морем вместе со всем экипажем (9 человек). В ноябре 1958 года самолёт был найден в Ливийской пустыне в 710 км от моря геологоразведочной партией компании «Бритиш Петролеум».
Дальнейшее расследование заключило, что при возвращении на базу экипаж не заметил, что пролетел аэродром и движется над пустыней, приняв, вероятно, отражённый от песчаных дюн свет за блики от поверхности моря. После длительного полёта над пустыней у самолёта стало заканчиваться топливо, и лётчики покинули бомбардировщик на парашютах. Впоследствии все выжившие при высадке погибли в пустыне, пытаясь выйти к людям (как минимум один погиб при высадке). Останки всех членов экипажа, кроме одного, были найдены в 1960 году.

## Предшествующие обстоятельства

### Боевой вылет
«Либерейтор» с собственным именем Lady Be Good был новым самолётом, поступившим в 514-ю бомбардировочную эскадрилью 25 марта 1943 года. Эскадрилья входила в состав 376-й бомбардировочной группы 9-й Воздушной Армии, базировавшейся на аэродроме Солух близ ливийского города Бенгази (англ. Soluch Field). Самолёт имел серийный номер «41-24301» и тактический номер «64», нанесённый на нос. Собственное имя Lady Be Good (Леди, будьте добры) было от руки нарисовано на правом борту в передней части фюзеляжа и дано в честь популярного мюзикла Джорджа Гершвина.
Экипаж бомбардировщика был набран из недавно поступивших в часть лётчиков. Все они прибыли в Ливию неделей раньше самолёта — 18 марта 1943 года. В их первом совместном боевом вылете двадцать пять «Либерейторов» должны были атаковать гавань Неаполя вечером 4 апреля. Налёт совершался двумя волнами. Первыми должны были вылететь двенадцать «Либерейторов», за ними — оставшиеся тринадцать, в числе которых и Lady Be Good. После атаки все машины должны были возвратиться на свои аэродромы в Северной Африке.
Экипаж

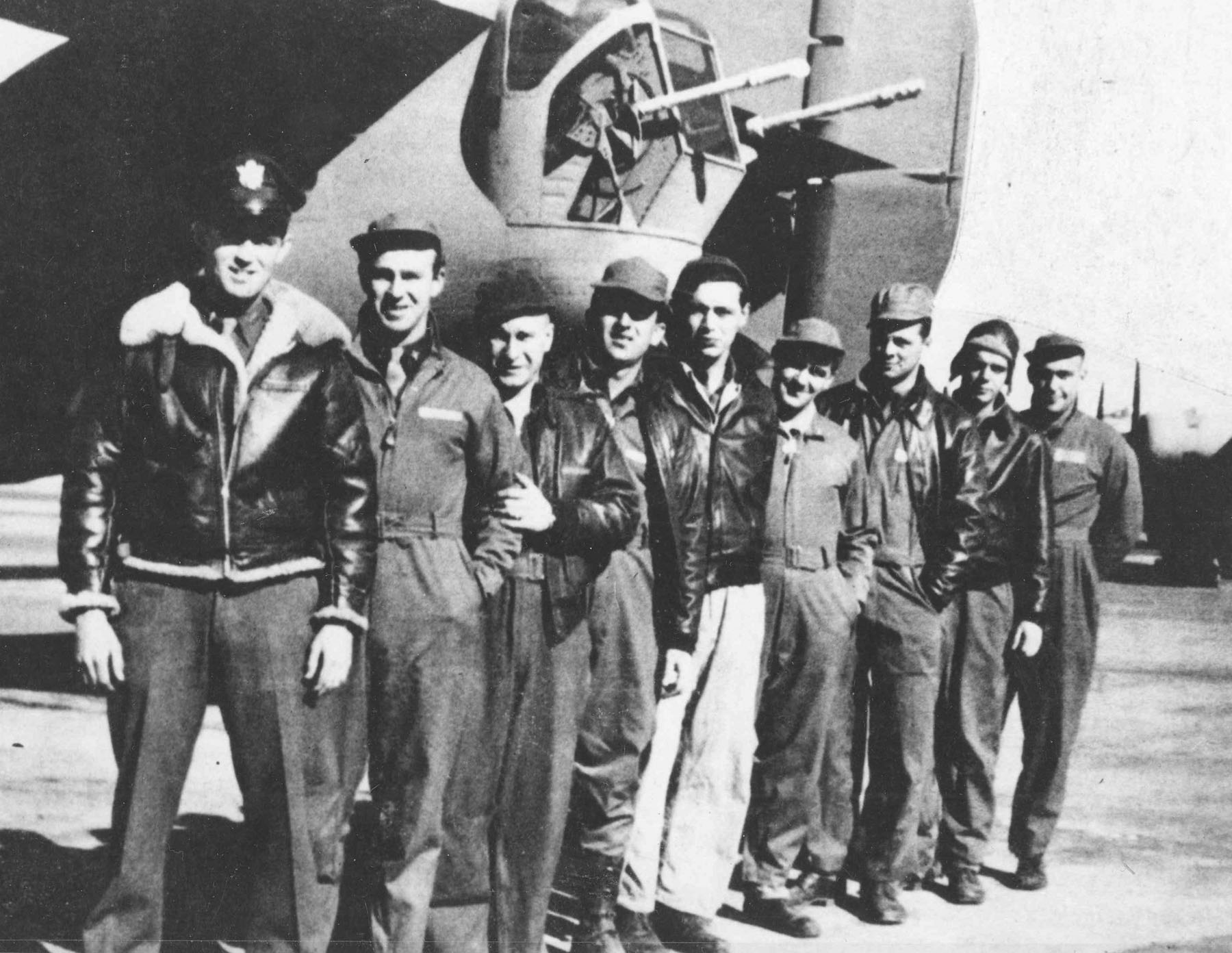
Экипаж Lady Be Good

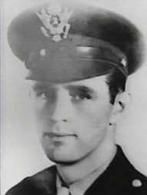
Уильям Хэттон

- 1-й лейтенант Уильям Хэттон, пилот (англ. William J. Hatton)

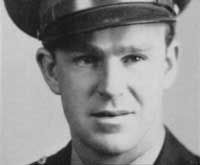
Роберт Тоунер

- 2-й лейтенант Роберт Тоунер, второй пилот (англ. Robert F. Toner)

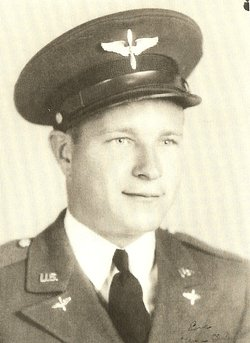
Д. П. Хейс

- 2-й лейтенант Хейс, штурман (англ. D. P. Hays)

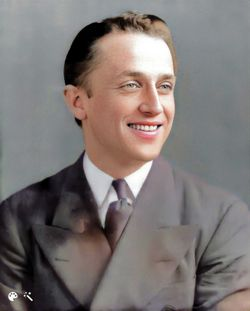
Джон Воравка

- 2-й лейтенант Джон Воравка, бомбардир (англ. John S. Woravka)

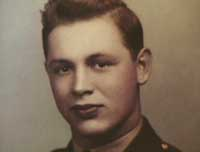
Гарольд Рипслингер

- техник-сержант Гарольд Рипслингер, бортмеханик (англ. Harold J. Ripslinger)

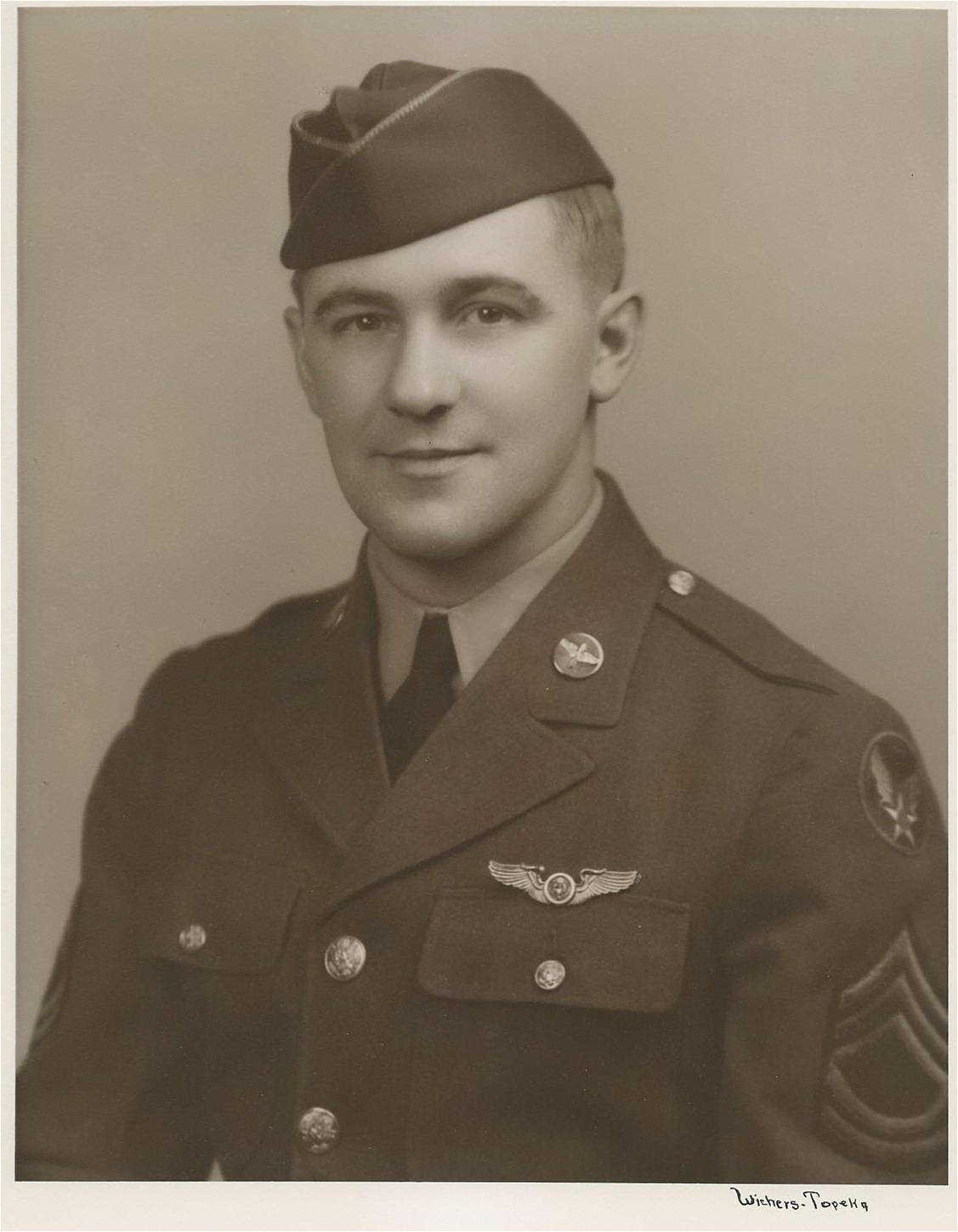
Роберт Ламотт

- техник-сержант Роберт Ламотт, радист (англ. Robert E. LaMotte)

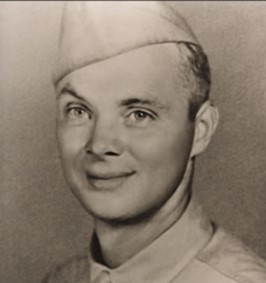
Гай Шелли

- штаб-сержант Гай Шелли, бортстрелок (англ. Guy E. Shelley)

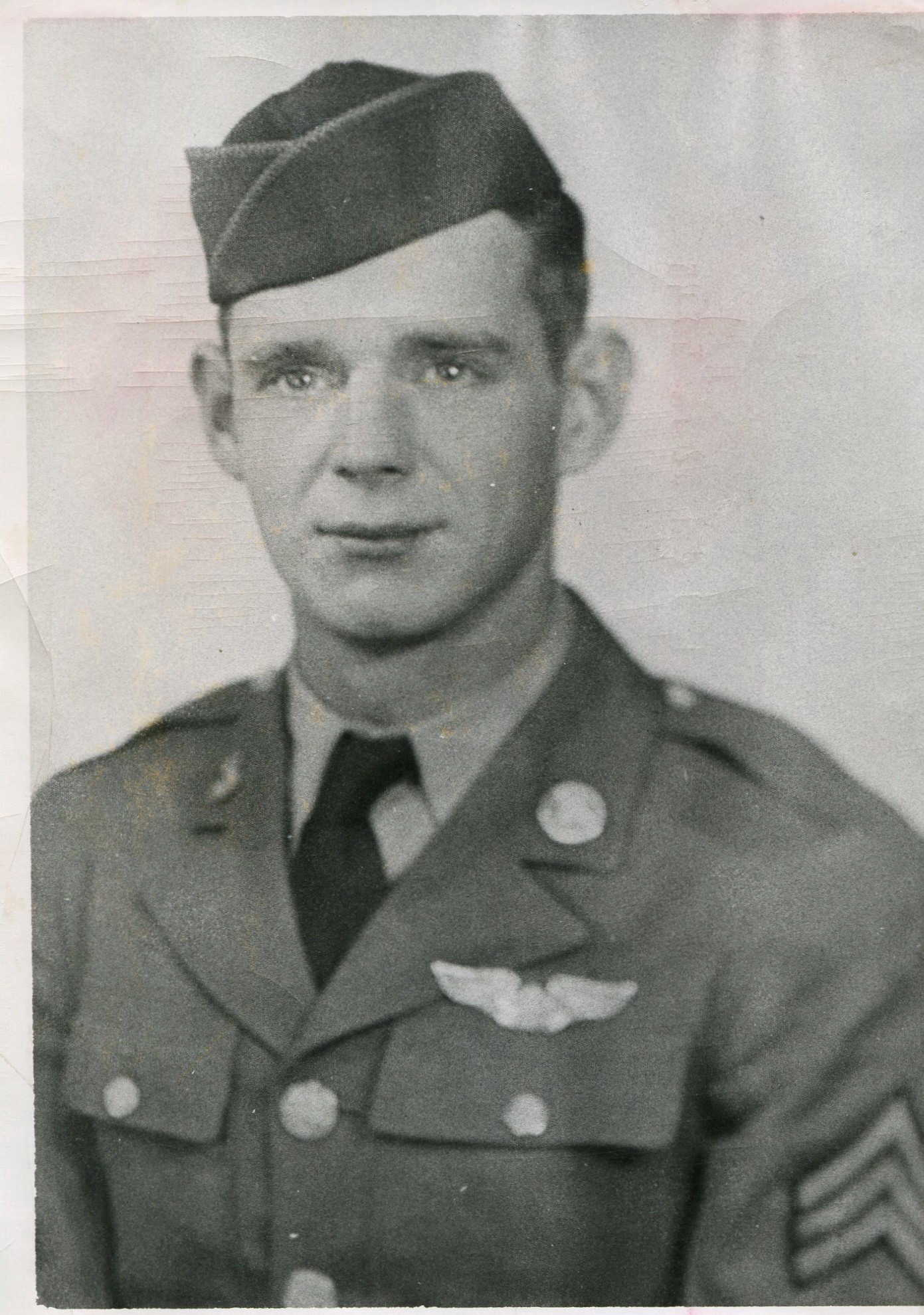
Вернон Мур

- штаб-сержант Вернон Мур, бортстрелок (англ. Vernon L. Moore)

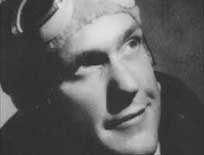
Сэмюэл Эдамс

- штаб-сержант Сэмюел Эдамс, бортстрелок (англ. Samuel E. Adams)

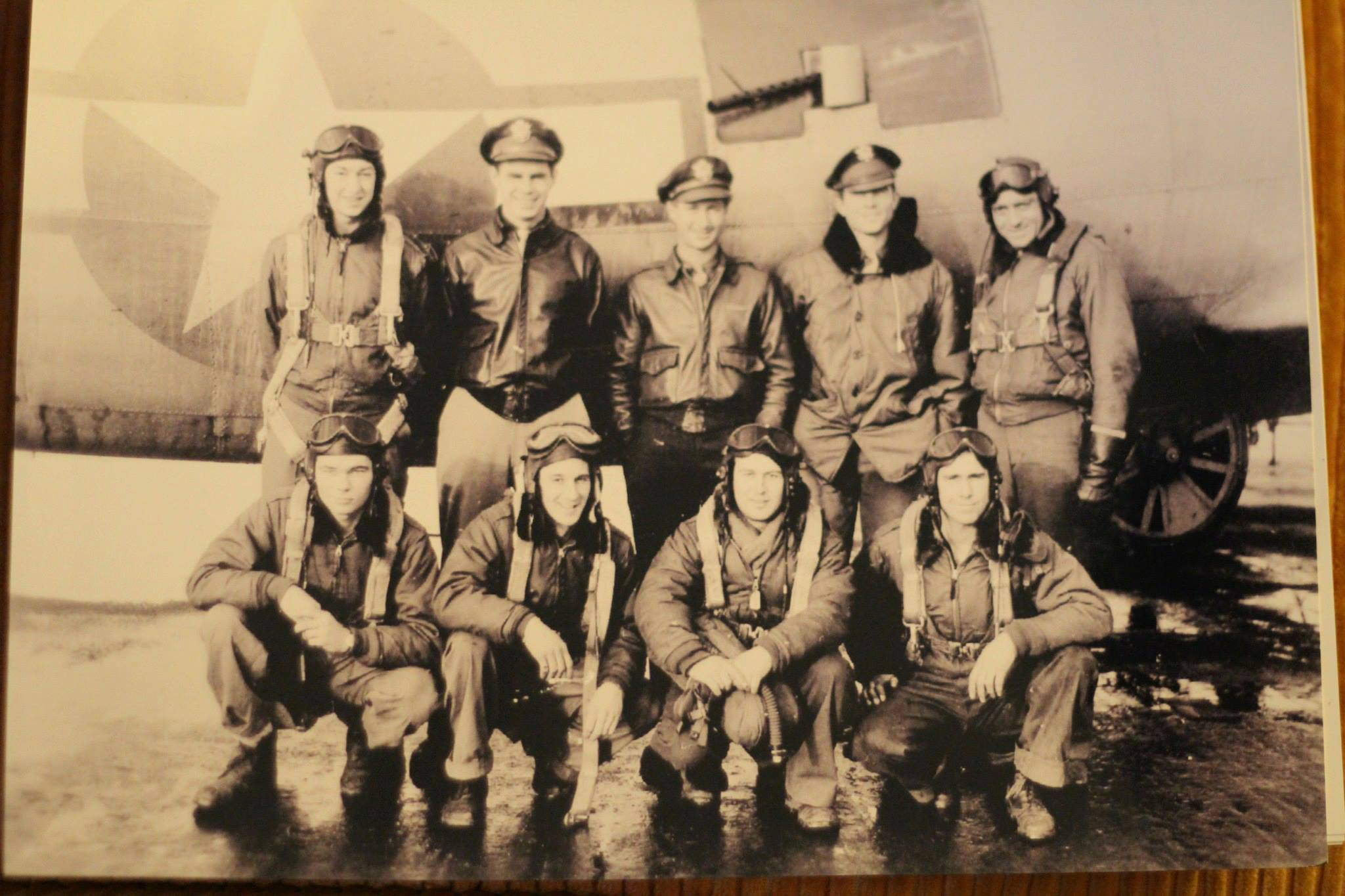
Экипаж Lady Be Good непосредственно перед вылетом. В верхнем ряду слева направо: Р. Ламотт, У. Хэттон, Д. П. Хейс, Р. Тоунер, Дж. Воравка. В нижнем ряду слева направо: Г. Шелли, С. Эдамс, Г. Рипслингер, В. Мур

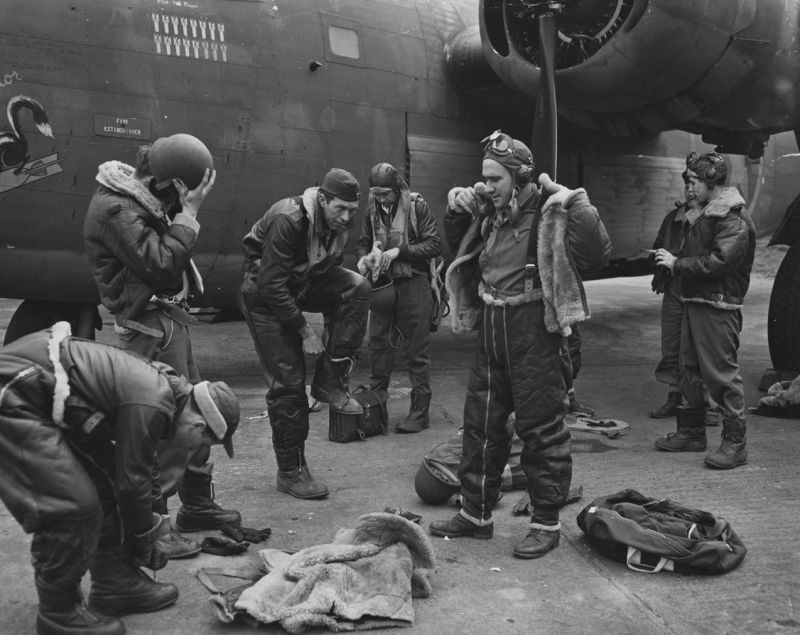
Подготовка экипажа к полету (аналогичный «либерейтор»)

Бомбардировщик взлетел с аэродрома Солух вскоре после 15:10 в числе последних. После взлёта сильный ветер и ограниченная видимость помешали пилотам присоединиться к основной группе, и бомбардировщик продолжил полёт в одиночку.
Девять «Либерейторов» вернулись из-за песчаной бури, четыре машины продолжили полёт. В 19:50 бомбардировщики появились в небе над Неаполем на высоте 7600 м. Из-за плохой видимости «Либерейторы» не смогли атаковать основную цель. На обратном пути два бомбардировщика отбомбились по запасной цели, а два других сбросили бомбы в Средиземное море для снижения веса и экономии топлива.

### Исчезновение

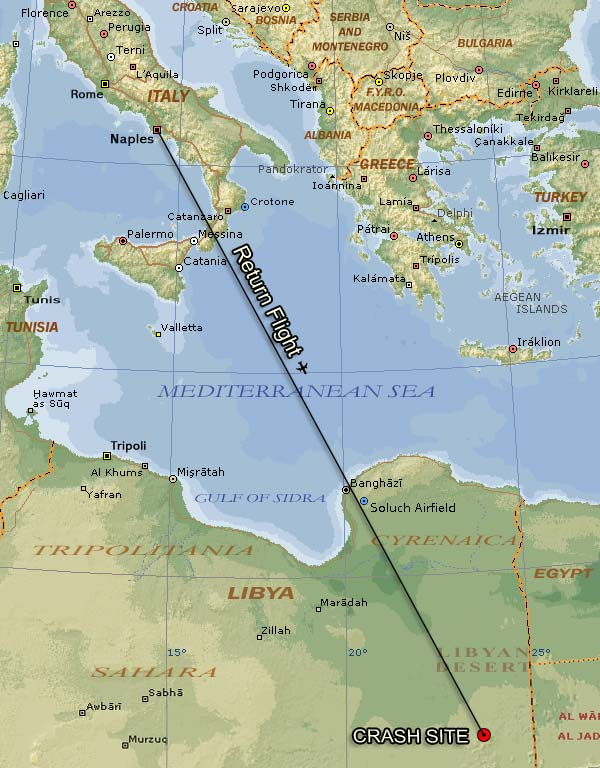
Маршрут обратного полета Lady Be Good

Lady Be Good в одиночку возвращался в Ливию с боевого вылета. В 0:12 (5 апреля) пилот Уильям Хэттон сообщил по радио о том, что автоматический радиокомпас «Либерейтора» не работает, после чего запросил направление на базу. Самолёт, вероятно, перелетел аэродром, не заметив сигнальные ракеты, которые запускали с земли для привлечения внимания лётчиков. На авиабазе, когда все самолеты В-24 уже совершили посадку (кроме Lady Be Good), ближе к полуночи, в темноте слышали звук пролетавшего "Либерейтора".
Следующие два часа бомбардировщик летел над пустыней Сахара, всё дальше отдаляясь от берега моря. Примерно в 2:00 экипаж покинул самолёт на парашютах, и обезлюдевший «Либерейтор» пролетел ещё 26 километров, прежде чем упал в песках Каланшо (англ. Calanshio Sand Sea) в Ливийской пустыне.

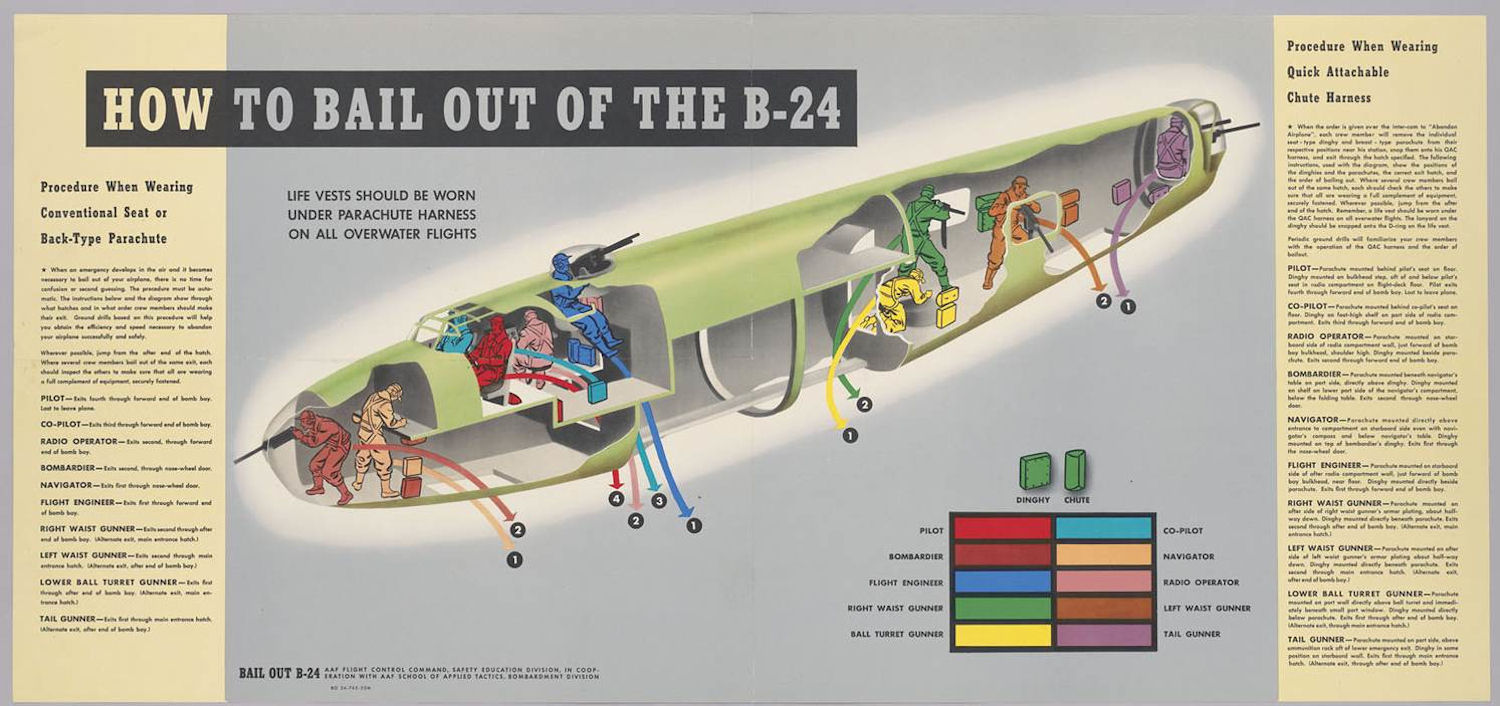
Порядок покидания экипажем бомбардировщика B-24

Поисково-спасательная операция, организованная базой Солух, не смогла обнаружить каких-либо следов пропавшего самолёта, и случившееся с машиной и лётчиками стало загадкой.

## Обнаружение

### Самолёт: 1958 год

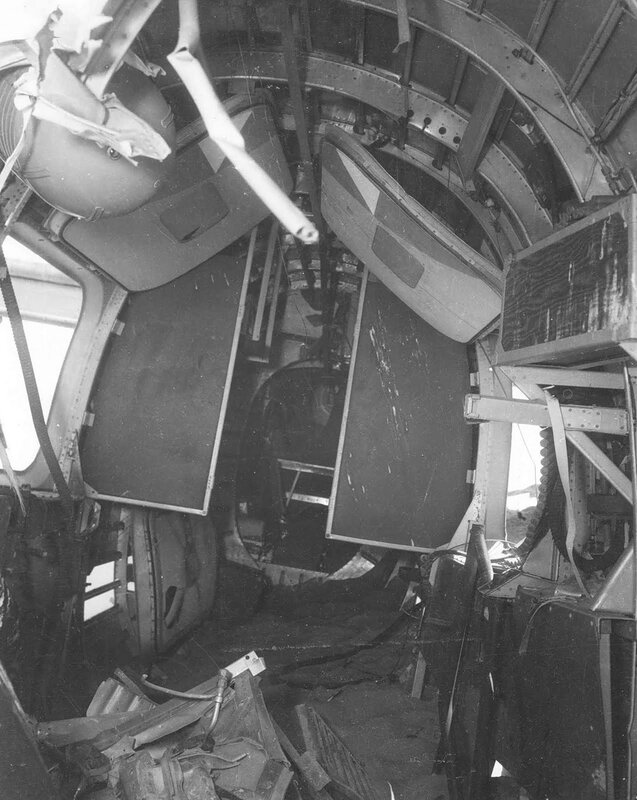
Внутри Lady Be Good

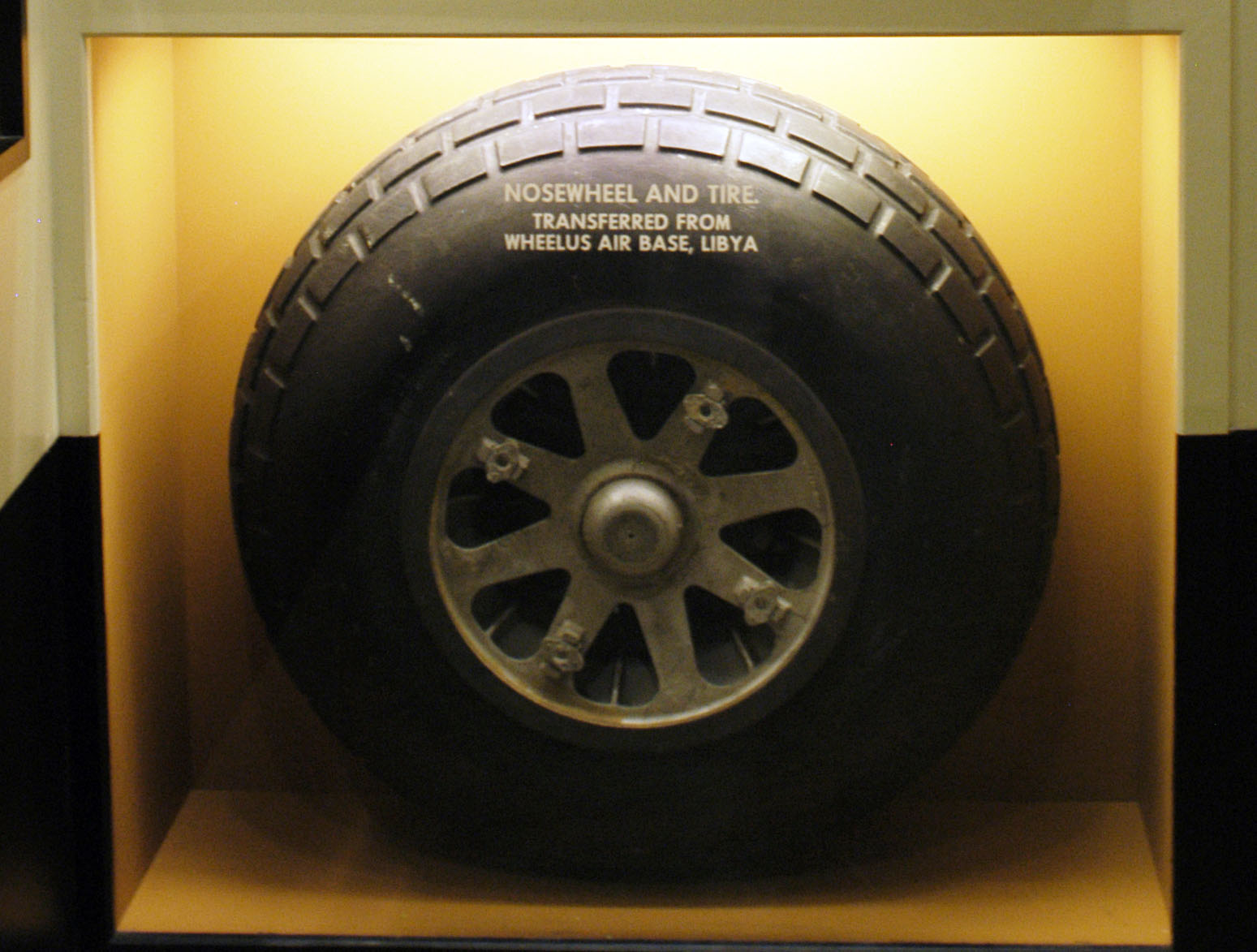
Носовое колесо Lady Be Good (Национальный Музей ВВС США)

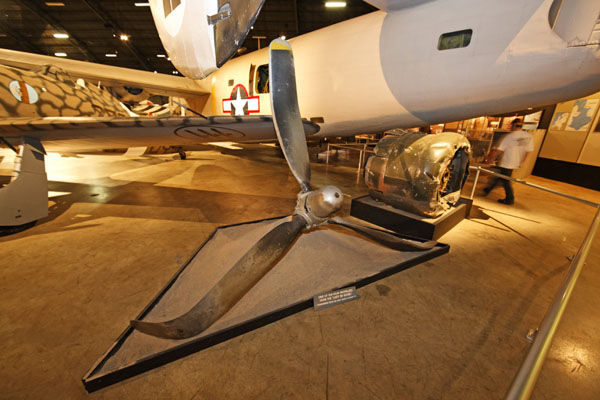
Воздушный винт и двигатель #4 Lady Be Good (Национальный Музей ВВС США)

После того, как экипаж покинул самолёт, последний ещё некоторое время продолжал полёт. Судя по хорошо сохранившемуся остову и тому, что один из двигателей работал во время приземления, самолёт постепенно терял высоту и, достигнув ровной пустынной поверхности, приземлился на брюхо.
9 ноября 1958 года геологоразведочная партия компании «Бритиш Петролеум» сообщила на американскую авиабазу Уилус в Триполи (англ. Wheelus Air Base) об обнаружении в пустыне места падения самолёта. Американские военные не стали осматривать самолёт, поскольку в записях базы не было сведений о потере самолёта в этом районе. Тем не менее, место крушения было отмечено на картах, которыми должны были воспользоваться геологи во время разведки песков Каланшо, запланированной на следующий год.
27 февраля 1959 года британские геологи Гордон Боверман, Гордон Шеридан и Джон Мартин заметили обломки близ точки 26°42′45″ с. ш. 24°01′27″ в. д., находящейся в 710 километрах от аэродрома Солух. 16 мая место крушения было впервые замечено с самолёта экипажем «Дакоты» авиакомпании Silver City Airways. 26 мая американские военные с базы Уилус впервые прибыли к месту падения «Либерейтора».
«Либерейтор» хорошо сохранился, несмотря на то, что фюзеляж раскололся на две части. Бортовые пулемёты и радио были исправны, на борту имелся запас пищи и воды. Чай из найденного среди вещей термоса можно было пить. На месте крушения не были найдены останки членов экипажа, равно как и парашюты. Всё свидетельствовало о том, что экипаж покинул машину в воздухе. Записи, сделанные штурманом, обрывались на описании полёта над Неаполем. В бортовом журнале штурмана не было ни одной записи с момента обратного полета на авиабазу. Было обнаружено, что Хэйс не прокладывал обратный курс. Некоторые из его инструментов даже не были использованы и находились в заводской упаковке. Перед первым боевым вылетом штурман Lady Be Good прошел минимальное обучение в 20 недель, где было мало уделено времени полетам в ночное время.

Обломки Lady Be Good
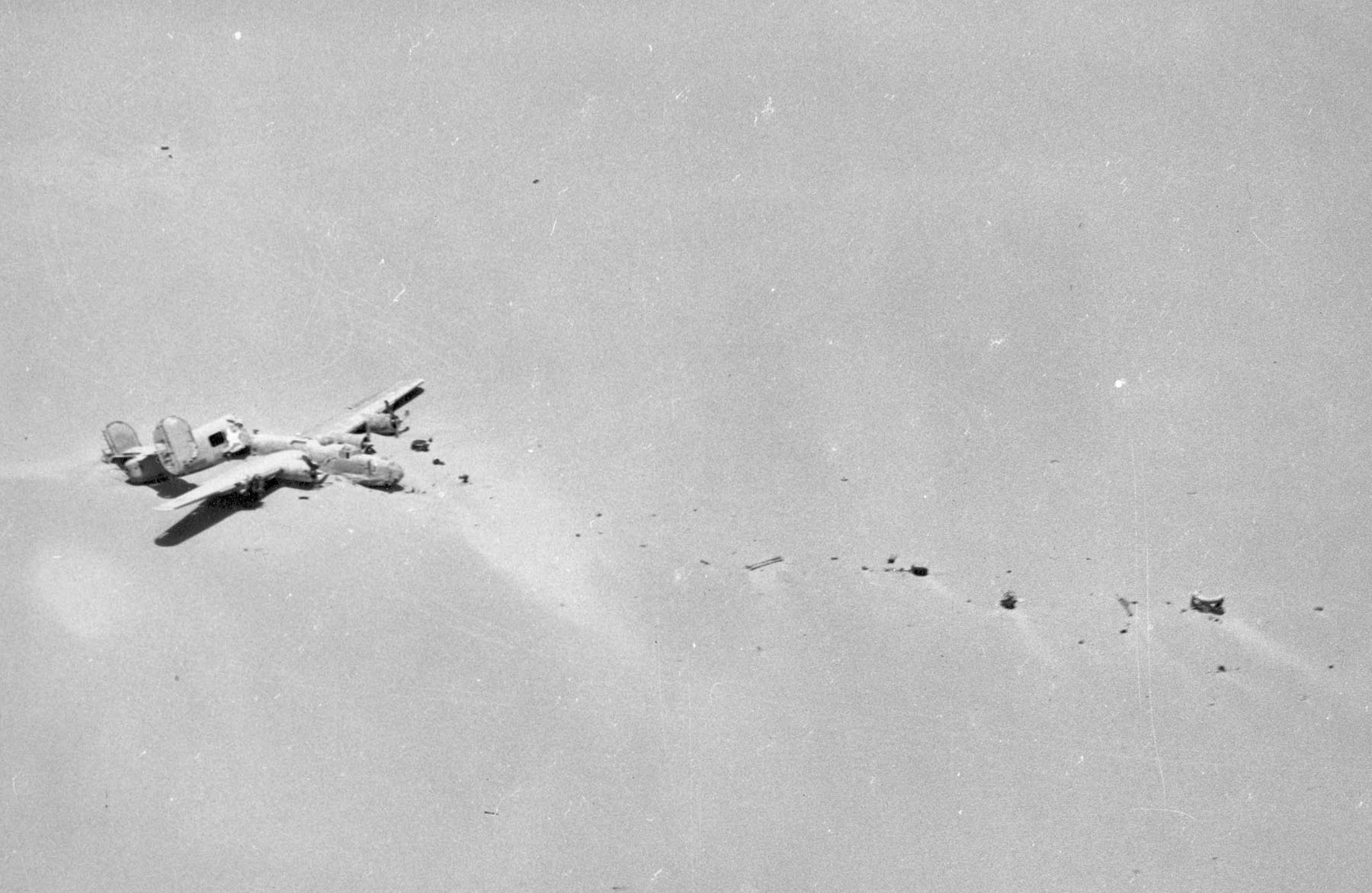
Место крушения в 1958 году
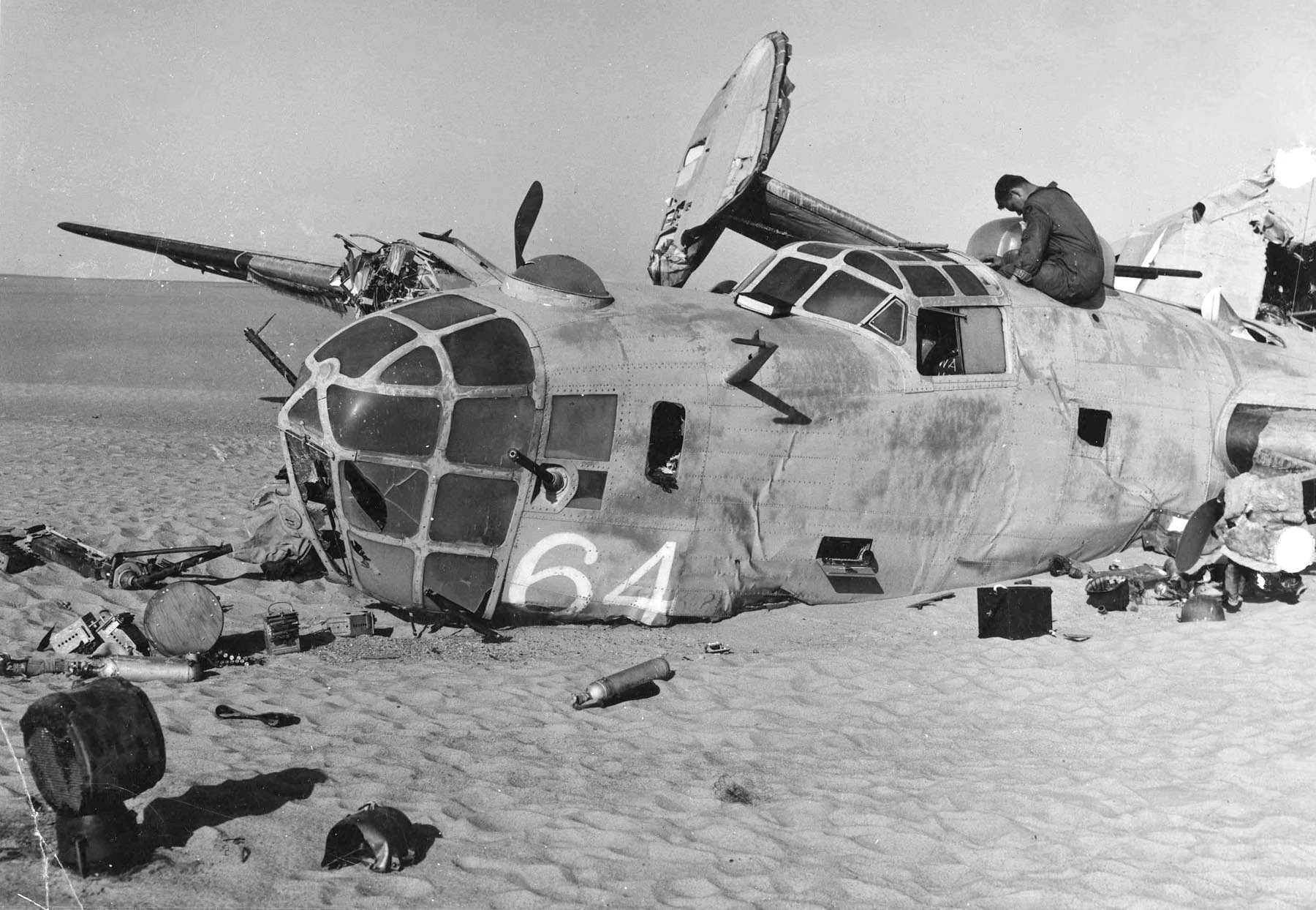
Носовая часть самолёта
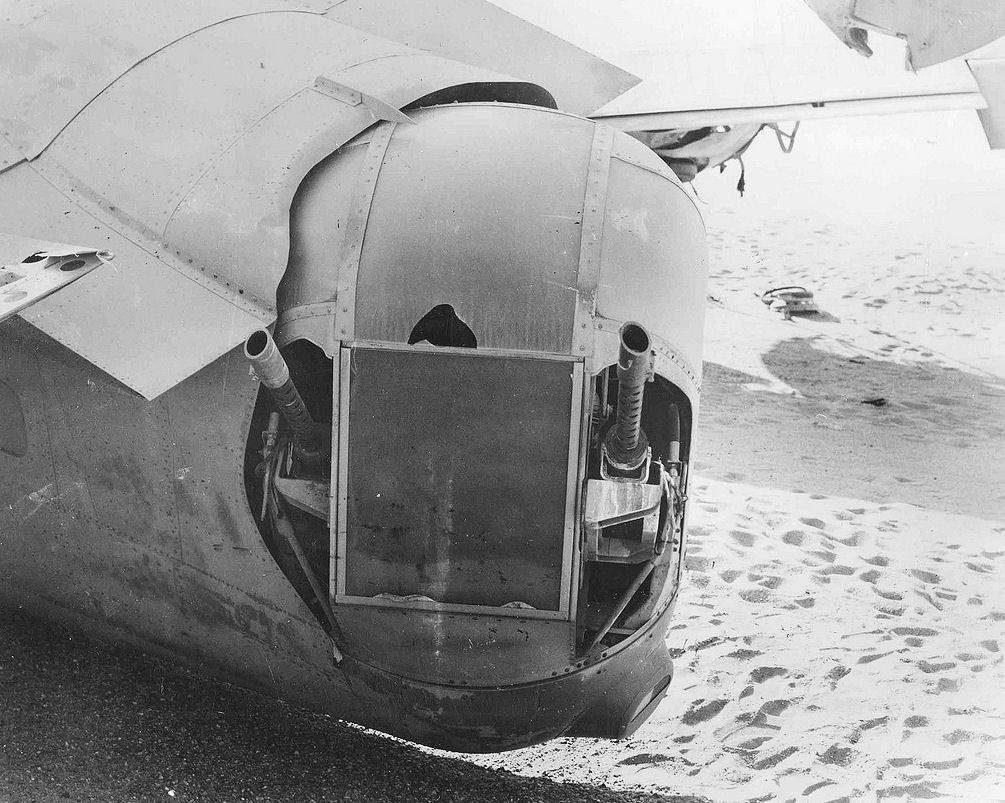
Хвостовая турель «либерейтора»
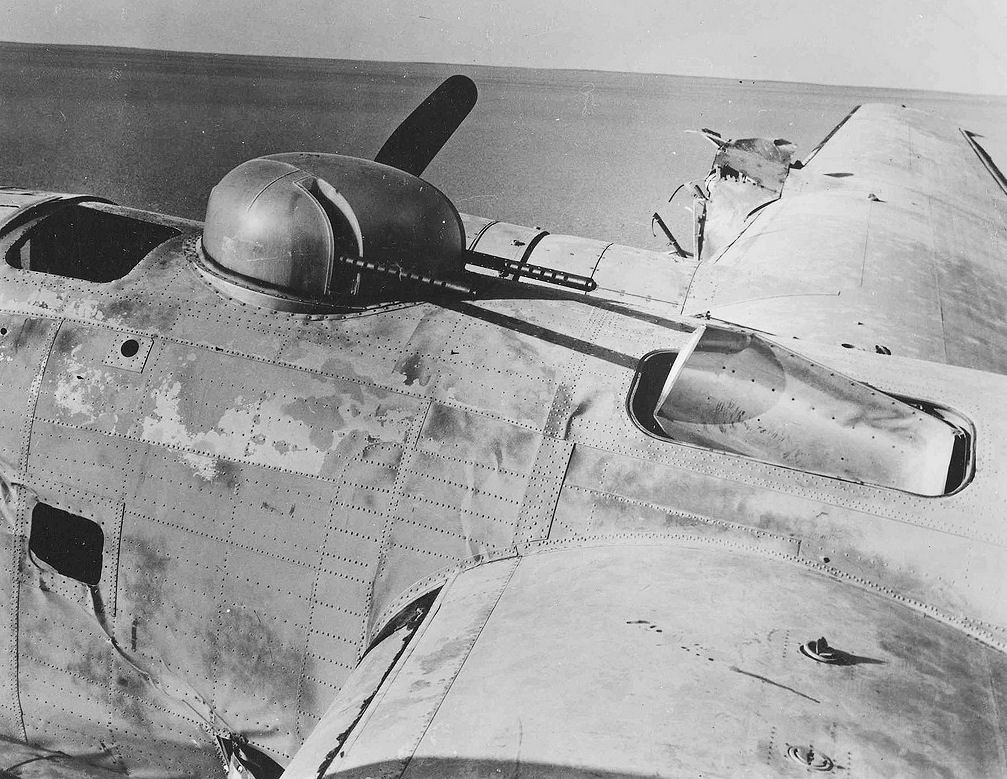
Верхняя турель

### Тела лётчиков: 1960 год
В феврале 1960 года армия США начала официальные поиски останков членов экипажа. 11 февраля в пустыне были найдены останки пяти человек — Хэттона, Тоунера, Хейса, Ламотта и Эдамса. Тела находились в 117 км от места приземления и сбора экипажа.

Тела 5-ти членов экипажа

Среди личных вещей был найден дневник второго пилота Тоунера, содержавший записи о походе группы по пустыне. Записи в дневнике обрываются на 11 апреля 1943 года.

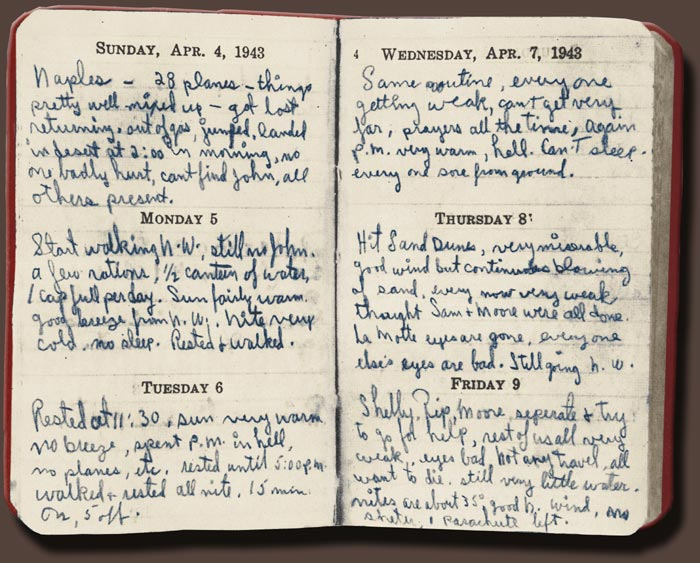
Ежедневник Тоунера_1

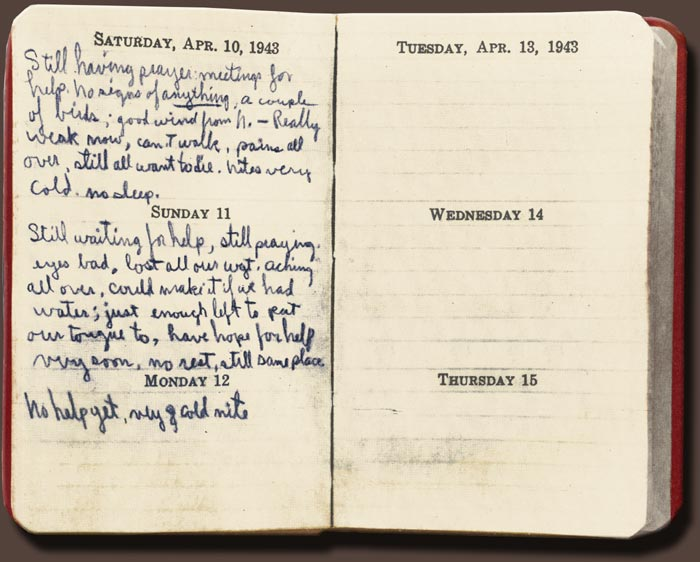
Ежедневник Тоунера_2

На основании осмотра останков расследование заключило, что три других лётчика отправились на север за помощью, и, вероятно, их тела погребены песчаными дюнами.

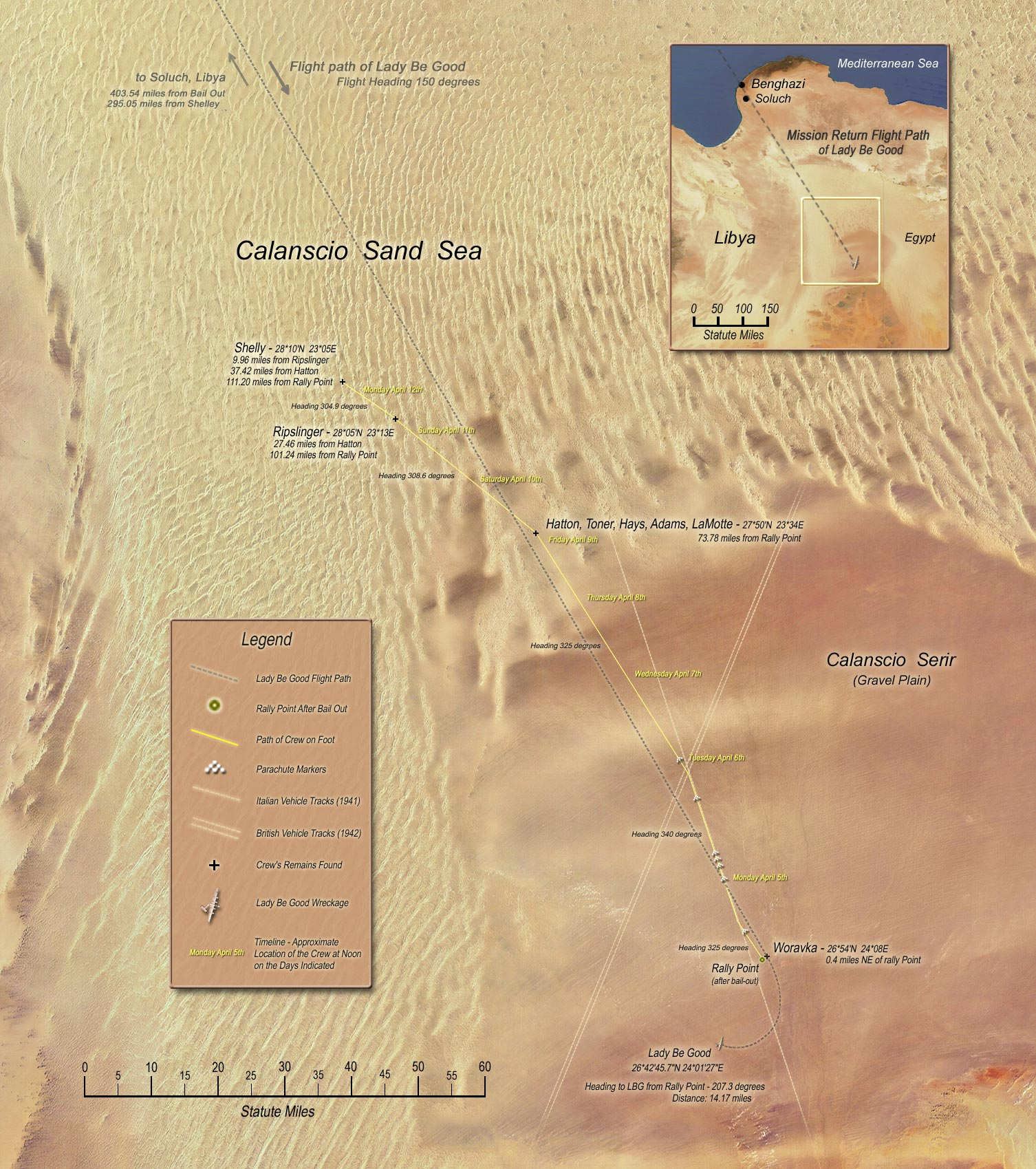
Карта с расположением найденных тел и различными расстояниями.

В мае 1960 года, когда информация о найденных самолёте и телах уже попала в прессу, ВВС и Сухопутные войска начали совместную операцию под кодовым именем «Климакс» (англ. Operation Climax). В поиске были задействованы транспортный самолёт C-130 и два армейских вертолёта H-13. 12 мая 1960 года геологоразведочная партия компании «Бритиш Петролеум» обнаружила тело штаб-сержанта Гая Шелли, находившееся в 60 км от пяти ранее обнаруженных тел. 17 мая американский вертолёт обнаружил тело техника-сержанта Рипслингера, лежавшее в 43 км от основной группы в пять человек . Останки техника-сержанта находились во впадине между двумя дюнами, в позе эмбриона, что натолкнуло экспертов на мысль, что Г. Рипслингер умер ночью, пытаясь согреться.

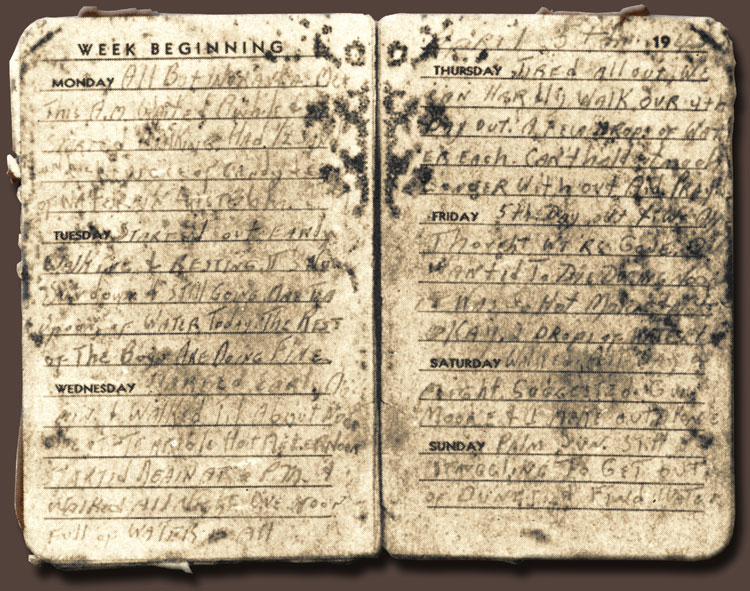
Ежедневник Рипслингира

Шелли прошёл по пустыне от места приземления и сбора экипажа порядка 178 километров и на момент смерти находился в 475 км от авиабазы. Эти два тела — единственные, найденные во время проведения операции «Климакс».
11 августа 1960 года британскими геологами было найдено тело Джона Воравки. Из-за неисправности парашюта лётчик разбился о землю. Тело в высотном костюме и аварийно-спасательном жилете находилось в 800-х метрах от места сбора экипажа..

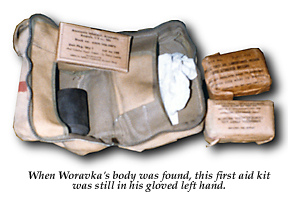
Аптечка первой помощи Джона Воравки

Останки Воравки были вывезены специалистами ВВС США.
Тело штаб-сержанта Вернона Мура не было обнаружено. Но, предположительно, его останки могли быть найдены британским армейским патрулем в 1953 году (в том же районе, где позднее были найдены Шелли и Рипслингер). Так как британцы не были на тот момент оповещены о пропаже американского лётчика в этих местах, то тело было сфотографировано, упомянуто в рапорте и захоронено на месте без дальнейшего расследования.

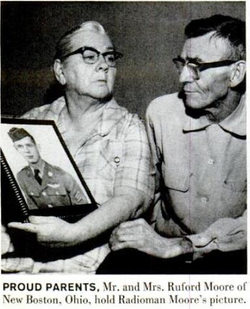
Родители Вернона Мура

В 2001 году один из членов патруля вспомнил об этом инциденте. Экспертиза останков по фотографии заключила, что они, вероятно, принадлежали мужчине и это мог быть Мур. Однако обнаружение этого тела и точная идентификация весьма маловероятны.
По иронии судьбы экипаж Lady Be Good, погибший от недостатка воды, находился над самыми богатыми запасами пресной воды в Африке. Самые обширные запасы грунтовых вод скопились в северной Африке, в больших подземных резервуарах в глубине осадочных пород под Ливией, Алжиром и Чадом. Объемы пресной воды таковы, что она могла бы покрыть территорию этих стран слоем в 75 метров толщиной.

## История частей бомбардировщика
Обнаруженные части с Lady Be Good были возвращены в США для технического изучения. Некоторые части данного бомбардировщика были установлены на других самолетах:
- у самолета C-54, на который установили несколько сельсинов, снятых с Lady Be Good, вышел из строя воздушный винт. Для безопасного приземления экипаж вынужден был выбросить весь груз за борт;
- самолет C-47, на который была установлена радиостанция с Lady Be Good, разбился в Средиземном море;
- самолет Otter армии США, на котором был установлен подлокотник с Lady Be Good, потерпел катастрофу в заливе Сидра, унеся жизни 10-ти человек. Не было найдено ни одного тела. Одним из немногочисленных предметов, вынесенных волнами к берегу, был подлокотник с Lady Be Good[12].